# Ozzy Osbourne
John Michael "Ozzy" Osbourne (Birmingham, 3 de dezembro de 1948 – Birmingham, 22 de julho de 2025) foi um cantor, compositor e personalidade da mídia britânico. Ganhou notoriedade na década de 1970 como vocalista da banda de heavy metal Black Sabbath, com a qual ajudou a definir o gênero. Durante esse período, passou a ser conhecido como "Príncipe das Trevas".
Osbourne integrou o Black Sabbath desde sua formação, em 1968, até 1979, quando foi demitido devido ao abuso de álcool e drogas. Nesse período, foi vocalista em álbuns considerados fundamentais para o heavy metal, começando pelo homônimo Black Sabbath (1970), seguido por Paranoid (1970), Master of Reality (1971) e Sabbath Bloody Sabbath (1973). Após deixar a banda, iniciou uma bem-sucedida carreira solo com o álbum Blizzard of Ozz (1980), lançando ao todo 13 álbuns de estúdio, sendo os sete primeiros certificados multiplatina nos Estados Unidos. Reuniu-se com o Black Sabbath em diversas ocasiões, incluindo a gravação do álbum final 13 (2013) e uma turnê de despedida encerrada em 2017, em Birmingham.
Com mais de cem milhões de discos vendidos em sua carreira solo e com o Black Sabbath, Osbourne foi introduzido ao Rock and Roll Hall of Fame como membro do Black Sabbath (2006) e como artista solo (2024). Também faz parte do UK Music Hall of Fame e foi homenageado com estrelas na Calçada da Fama de Hollywood e na Calçada das Estrelas de Birmingham. Em 2024 recebeu o prêmio de Ícone Global no MTV Europe Music Awards, e em 2015, o prêmio Ivor Novello por Conjunto da Obra, da Academia Britânica de Compositores, Escritores e Autores.
No início dos anos 2000, Osbourne também ganhou notoriedade como personalidade televisiva ao estrelar o reality show The Osbournes, da MTV, ao lado de sua esposa e empresária Sharon, e de dois de seus filhos, Kelly e Jack. Posteriormente co-estrelou com Jack e Kelly a série Ozzy & Jack's World Detour. Sua última aparição nos palcos foi em 5 de julho de 2025, na apresentação ao vivo Back to the Beginning, com diversas bandas e artistas, que reuniu os membros originais do Black Sabbath pela última vez. Ozzy morreu quase três semanas depois, no dia 22 de julho.

## Biografia

### Infância e adolescência
John Michael Osbourne nasceu na maternidade de Marston Green (então em Warwickshire) em 3 de dezembro de 1948, e cresceu em Aston, na área de Birmingham. Filho de Lilian, uma católica não praticante que trabalhava em uma fábrica, e de John Thomas "Jack" Osbourne, um ferramenteiro que trabalhava em turnos noturnos, Ozzy tinha três irmãs mais velhas e dois irmãos mais novos. A família vivia em uma pequena casa de dois quartos. Na infância ganhou o apelido "Ozzy", enfrentou dislexia na escola e sofreu abuso sexual aos onze anos. Na adolescência tentou suicídio várias vezes. Aos quinze anos deixou os estudos e trabalhou em diversos empregos, como pedreiro e açougueiro. Aos dezessete foi preso por roubo e cumpriu seis semanas na prisão. Fã dos Beatles desde os 14 anos, creditou a música "She Loves You" como sua inspiração para se tornar músico, afirmando mais tarde que a banda o fez perceber que seria "um astro do rock pelo resto da vida".

### Início da carreira musical e Black Sabbath

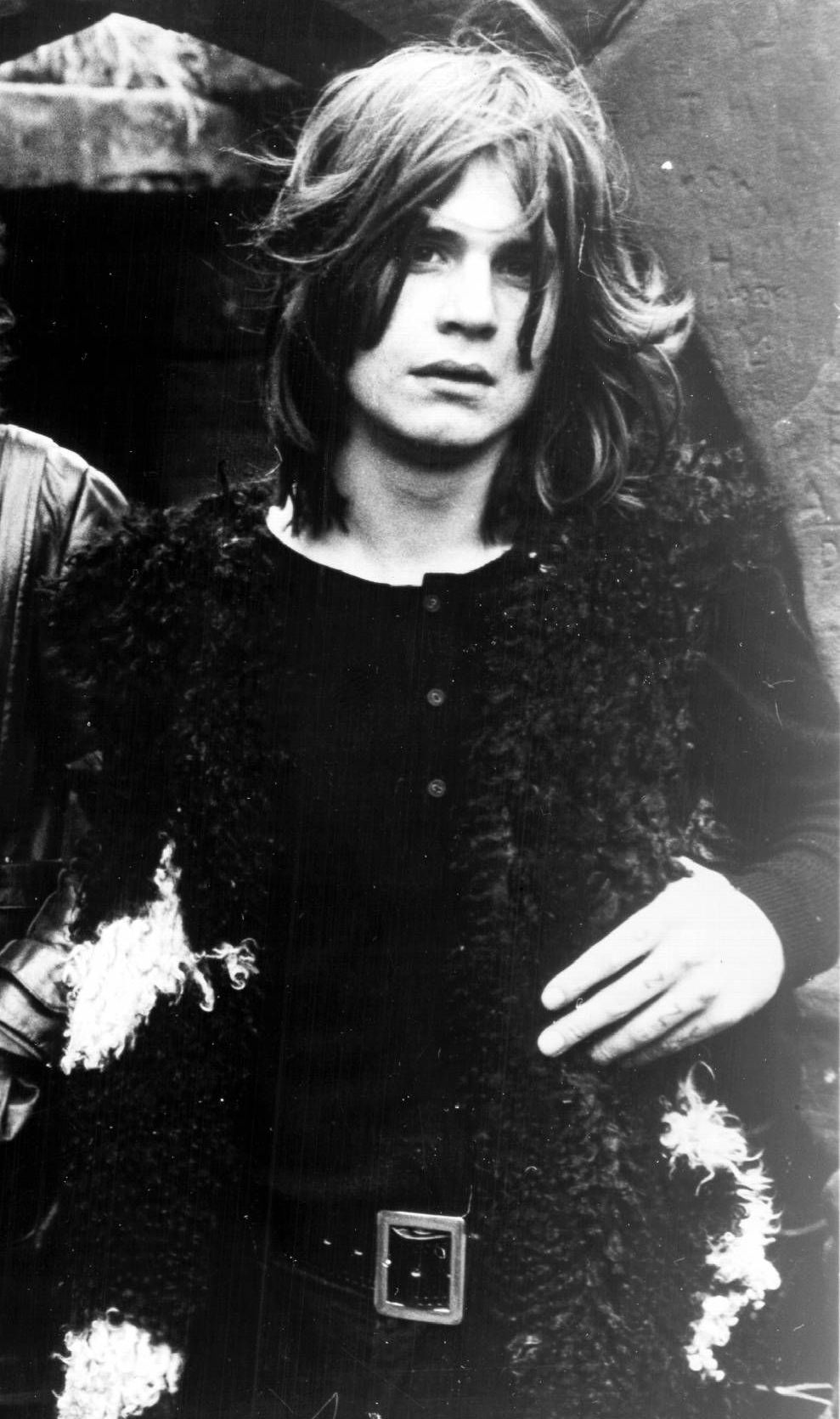
Ozzy no álbum Black Sabbath, em 1970

Ozzy formou sua primeira banda, a “The Polka Tulk Blues Band”, aos dezenove anos de idade. Esta, que logo após se chamaria apenas “Polka Tulk” e, mais tarde, “Earth”. No repertório, blues e rock com influências das bandas Cream, Blue Cheer e Vanilla Fudge. Em 1969, após descobrir a existência de uma banda homônima, Tony Iommi (guitarra), Bill Ward (bateria), Ozzy Osbourne (vocais) e Geezer Butler (baixo) decidiram adotar outro nome. A ideia surgiu a partir do título de uma história do escritor Dennis Wheatley (que também inspirou a composição de Butler), nascendo então o Black Sabbath.
O nome e a temática da banda surgiu quando todos os integrantes andavam pela “cidade natal” da banda. Quando passaram em frente a um cinema no qual estava passando um filme de terror, Ozzy e Tony pensaram: "As pessoas pagam para ver isso? Para sentir medo? Pode ser que dê certo", e então puseram o nome do filme na banda e desde então compuseram músicas sobre morte e coisas do gênero.
Com o álbum Paranoid, o Black Sabbath alcançou grande sucesso nos Estados Unidos e Reino Unido. Contudo, ao longo do tempo e dos lançamentos dos álbuns subsequentes, Ozzy e os outros membros entravam em conflitos constantemente, muitas vezes sob efeito de álcool e drogas. Em 27 de abril de 1979, por insistência de Iommi, mas com o apoio de Butler e Ward, Osbourne foi expulso do Black Sabbath. O oitavo álbum, Never Say Die! (1978), foi o último com a formação original da banda.

### Carreira solo
Decidido a seguir carreira solo, formou o Blizzard of Ozz juntamente com o guitarrista Randy Rhoads, o baixista Bob Daisley e o baterista Lee Kerslake, sendo que o primeiro álbum, de mesmo nome, foi lançado na Inglaterra em fita demo, no ano de 1980; e nos Estados Unidos e no resto do mundo, no ano seguinte, pelo selo Jet Records, da CBS.
O vocal personalíssimo de Osbourne, somado ao talento inovador de Randy Rhoads, renderam a sétima posição na parada inglesa e a vigésima primeira na norte-americana para os hits “Crazy Train” e “Mr. Crowley”. Impulsionados pelo sucesso nas vendas de seu debute, entre fevereiro e março de 1981, Ozzy e a banda voltaram ao estúdio para a gravação de seu segundo álbum, mas como a turnê do trabalho anterior estava pendente, o já intitulado “Diary of a Madman” acabou feito às pressas. O ensaio do solo de Rhoads na música “Little Dolls”, por exemplo, virou versão oficial. Além do que, nenhum dos integrantes da banda chegou a participar da mixagem final do álbum.
Para a turnê norte-americana — que acabou acontecendo somente um mês e um dia após a gravação do “Blizzard of Ozz” —, Tommy Aldridge (bateria) e Rudy Sarzo (baixo) substituíram Daisley e Lee Kerslake. Devido a grande vendagem do álbum — que alcançou quinhentas mil cópias em menos de cem dias —, Ozzy e Sharon Osbourne decidiram estender a turnê, porém, muitos shows tiveram que ser cancelados, já que pouquíssimos ingressos haviam sido vendidos e o dinheiro arrecadado não foi suficiente nem para pagar a banda.
Com o lançamento do segundo álbum, deu-se início a turnê pela Europa. No entanto, três apresentações depois, Ozzy teve um colapso nervoso e todos retornaram aos Estados Unidos para que ele pudesse descansar. Recuperado e com uma superprodução de 25 técnicos da Broadway e Las Vegas, além de recursos de última geração para o palco e seis mil cópias do primeiro álbum sendo vendidas a cada semana, Ozzy voltou à ativa.

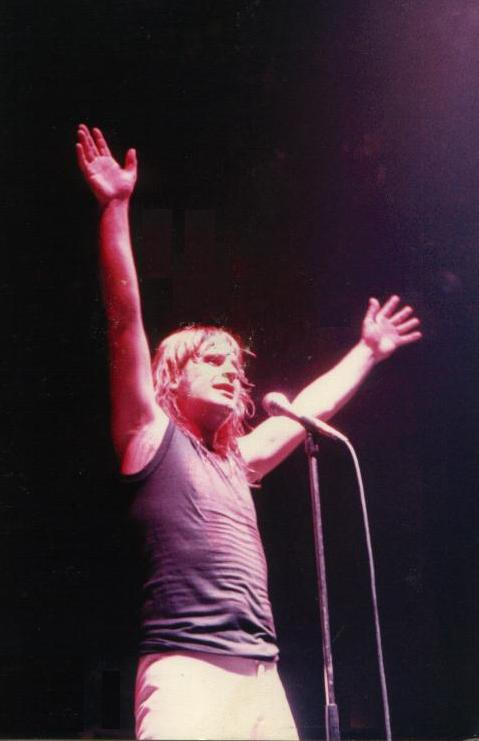
Osbourne em Cardiff, 1981

Vale destacar que foi nessa época um dos acontecimentos que mais marcou a carreira do artista. Tudo aconteceu quando um fã, durante o show, atirou um morcego ao palco e Ozzy, acreditando se tratar de um artefato de plástico, mordeu a cabeça do animal e acabou tendo que tomar várias vacinas antirrábicas. O medicamento causou-lhe choques anafiláticos, entre outros problemas de saúde. Chegou-se até a ser divulgada a sua morte, que foi desmentida pelo próprio vocalista. Em resposta, Ozzy Osbourne, de forma irônica, disse saber que pessoas podem morrer de raiva após serem mordidas por morcegos, mas que nunca ouviu falar que alguém pode morrer de raiva por ter mordido um morcego. Além disso, a grande repercussão por parte da imprensa sensacionalista levou entidades de proteção aos animais a protestarem contra os shows; alguns, inclusive, tiveram que ser cancelados. Mesmo com tantos incidentes, a turnê continuou.
Em meio à ascensão pungente da banda, um fato trágico estava por vir. No dia 19 de março de 1982, a banda de Ozzy estava a caminho de Orlando (Flórida) para um show, parte da banda decidiu descansar a bordo do ônibus, e o motorista Andrew C. Aycock, que também tinha licença para pilotar, pegou um avião emprestado de um amigo e convidou Jake Duncan e Don Airey para fazer um passeio aéreo, e, ao aterrissar, estendeu o convite para Randy Rhoads e Rachel Youngblood (maquiadora).
Acredita-se que o piloto, ressentido pelo conturbado divórcio, tenha visto sua ex-esposa entrando no ônibus e decidiu lançar o avião contra o veículo. Ao fazer alguns rasantes, ocorreu um erro, a asa do avião bateu no teto no ônibus, a poucos centímetros de onde Sharon e Ozzy dormiam. O ônibus não ficou muito danificado e nem eles ou os membros da banda abordo ficaram feridos, mas Randy e Rachel foram arremessados pela janela do avião, então, sem asa, que voou desgovernado até bater nas árvores atrás da pista, cair na garagem e explodir, matando todos os passageiros. Ozzy entrou em profunda depressão com a perda de Randy Rhoads (seu melhor amigo) e decidiu adiar seus planos para o lançamento de um álbum ao vivo com o material gravado durante os shows, optando por uma coletânea de clássicos do Black Sabbath com o guitarrista Brad Gillis (Night Ranger), que ganhou o nome de “Speak of the Devil” nos Estados Unidos e “Talk to the Devil”, na Inglaterra.
Livre dos compromissos com a Jet Records, Ozzy assinou contrato com a Epic Records, e Sharon decidiu que seria interessante um pouco de publicidade. A ideia inicial era que Ozzy soltasse duas pombas durante um encontro com os executivos da gravadora, só que, a despeito dos acontecimentos com o morcego, Ozzy libertou uma das pombas e arrancou a cabeça da outra a dentadas.

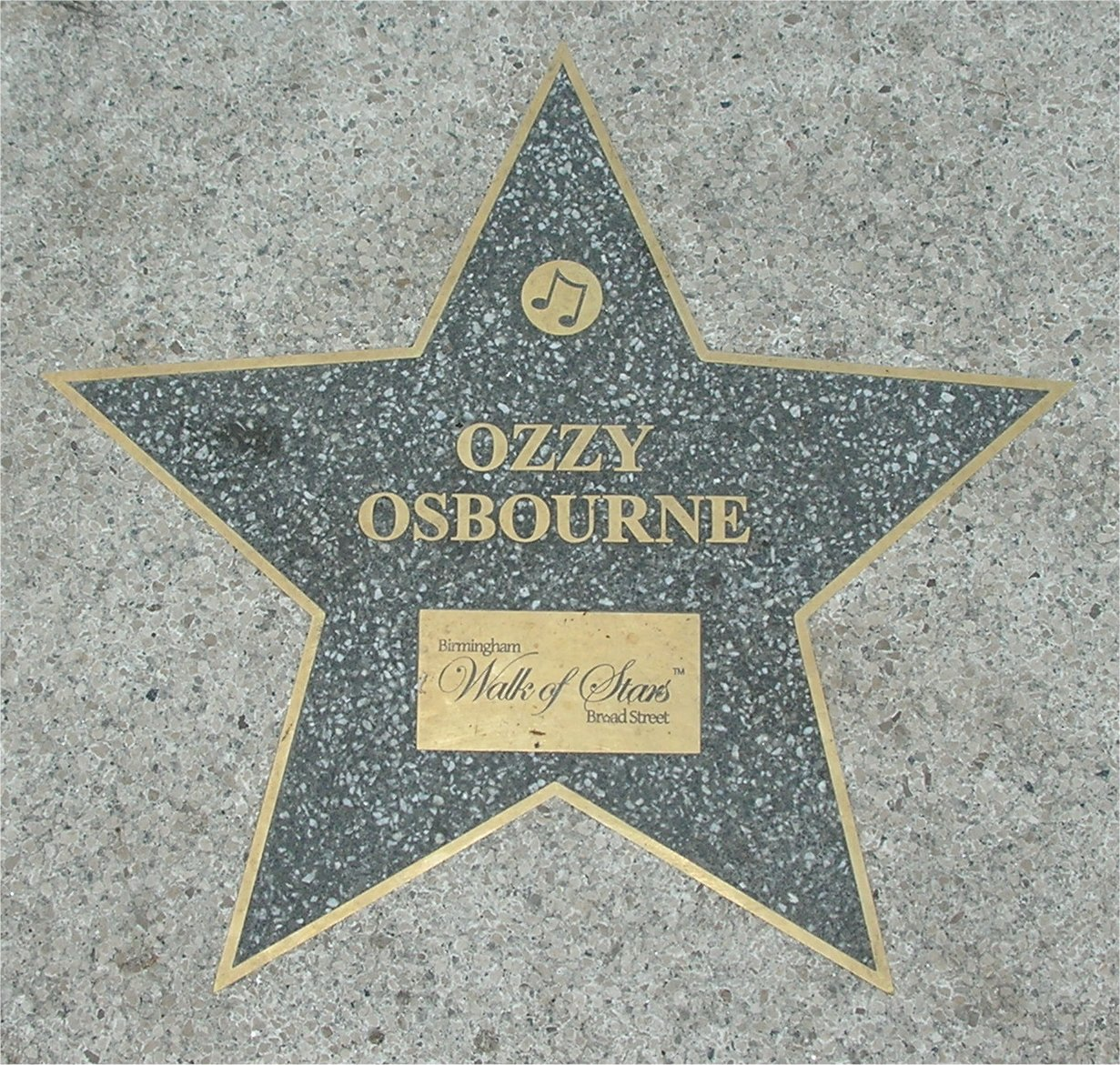
Estrela de Ozzy no Birmingham Walk of Stars

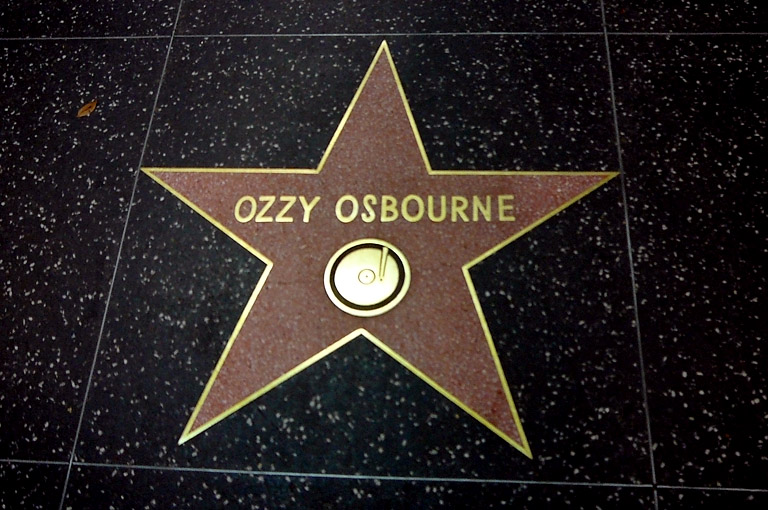
Estrela de Ozzy na Calçada da Fama (Hollywood Walk of Fame)

No final de 1983, com Jake E. Lee à frente das guitarras, Ozzy grava o “Bark at the Moon”, que apesar das críticas positivas, embarcou nos modismos da época com constantes aparições na MTV e uma turnê com o Mötley Crüe, deixando para trás o classicismo das composições de Randy Rhoads. Muito longe dos palcos, em outubro de 1984, John M. de dezenove anos cometeu suicídio e, de acordo com a polícia, a música “Suicide Solution” ainda tocava em seus fones de ouvido quando o corpo fora encontrado. Dois anos depois, três processos de incitação ao suicídio vieram à tona e, em janeiro de 1986, através de seu advogado Thomas Anderson, a família de John acusou Ozzy no documentário “Don’t Blame Me”, de utilizar uma técnica conhecida como “Hemisync”, que consiste em sincronizar as ondas de ambos os hemisférios cerebrais para se atingir estados alterados de consciência, tornando o ouvinte aberto às sugestões e capaz de vívidas alucinações. O processo durou praticamente um ano e foi arquivado pela Suprema Corte da Califórnia. Curiosamente, a música “Suicide Solution”, escrita após a morte de Bon Scott (vocalista do AC/DC) por hipotermia, após dormir bêbado em seu carro durante uma noite de inverno, adverte sobre os perigos do consumo excessivo de bebidas alcoólicas.
Nesse mesmo ano, Ozzy lançou o álbum “The Ultimate Sin” com a substituição de Tommy Aldridge por Randy Castillo e de Bob Daisley por Philip Soussan. Apesar do sucesso da música “Shot in the Dark”, o álbum foi considerado medíocre pela maioria da crítica e pelo próprio vocalista. Já em 1987, motivada pelas centenas de cartas de fãs interessados em material inédito do guitarrista, a mãe de Randy Rhoads entrou em contato com Ozzy, que decidiu reunir seus arquivos e enviá-los a Max Norman — produtor de seus três primeiros álbuns. O resultado foi o lançamento do tributo a Randy Rhoads (“Tribute”).
Apesar do sucesso, eram frequentes as discussões entre Lee e Ozzy devido ao péssimo comportamento do vocalista, cada vez mais envolvido com bebidas e drogas. Fatos que levaram a substituição do guitarrista por Zakk Wylde, pouco antes da gravação do “No Rest for the Wicked”. O álbum, por sua vez, obteve críticas excelentes, e além do sucesso de “Crazy Babies” e “Breaking All the Rules”, destacou-se a música “Miracle Man”, onde Ozzy critica a hipocrisia de Jimmy Swaggart — pastor evangélico que fazia pregações contra ele em seu programa de TV, e que alguns anos depois foi descoberto frequentando um motel com prostitutas.
No final da década de 1980, foi cogitada uma reunião histórica entre Ozzy e o Black Sabbath, após uma apresentação em Donington, Inglaterra (apresentação que valeu a saída do vocalista Ronnie James Dio), mas problemas entre Sharon e os empresários do Sabbath impediram uma reunião definitiva.
Em março de 1990, Geezer se juntou a Ozzy para o lançamento do álbum “Just Say Ozzy” que combinava canções do “No Rest for the Wicked” e sucessos do Black Sabbath. O ano seguinte foi de grandes mudanças na vida pessoal do artista, já que Ozzy começou uma árdua batalha contra o alcoolismo. Reflexos dessa iniciativa ficaram nítidos em seu álbum subsequente, “No More Tears”, repleto de baladas (“Mama, I'm Coming Home” e “Time After Time”), letras autobiográficas (“Road to Nowhere”) e discussões sobre assuntos relevantes como, por exemplo, o abuso sexual de crianças ("Mr. Tinkertrain").
Os frutos dessa iniciativa se confirmaram através do Grammy de melhor música para “I Don't Want to Change the World”. Além de surpreender todos com essa nova postura, Ozzy intitulou sua turnê de “No More Tours” (“Sem mais turnês”), o que levou seus fãs a crerem que aquele seria seu último álbum. Em várias entrevistas, ele afirmava que estava cansado das viagens e que gostaria de ficar mais com a família. Na época, acompanhado pelo guitarrista Zakk Wylde, o baterista Randy Castillo e o baixista Mike Inez, o "madman" chegou a cancelar shows devido à síndrome de abstinência da bebida. Isso não impediu que algumas apresentações fossem compiladas e transformadas em um álbum duplo (e seu respectivo vídeo), o “Live and Loud”.
Em novembro de 1992, na Califórnia, durante o show que seria um dos últimos da turnê (e da carreira de Ozzy), todos os membros originais do Black Sabbath surpreenderam o público ao entrar no palco e apresentar quatro clássicos: “Black Sabbath”, “Fairies Wear Boots”, “Iron Man” e “Paranoid”. Ao final do espetáculo, um painel de fogos de artifícios explodia na seguinte frase: “I'll be back” (“Eu voltarei”). Um vídeo foi gravado somente com as músicas resultantes da inusitada apresentação dos membros do Sabbath, e a turnê rendeu além de milhares de dólares, presenças ilustres como: Nicolas Cage, Rod Stewart e Vince Neil e, em 1993, Ozzy estava oficialmente aposentado. Em 1992, Ozzy Osbourne ficou nas paradas com a música "Mama, I'm Coming Home".
A aposentadoria não durou muito e, mesmo levando alguns fãs a crer que tudo não havia passado de uma jogada de marketing, Ozzy decidiu reunir novamente sua banda. Em 1995, era lançado o “Ozzmosis”, produzido por Michael Beinhorn. A princípio, Zakk Wylde (ocupado com sua banda Pride and Glory) dividiria seu posto com Steve Vai, só que devido a problemas com a gravadora, apenas a música “My Little Man” tem a participação de Vai. A turnê, por sua vez, levou o sugestivo nome de “Retirement Sucks” — alusão, ou melhor, explicação ao retorno de Ozzy. Zakk foi convidado a participar da turnê, mas por estar negociando com o Guns N' Roses acabou sendo substituído por Joe Holmes (ex-David Lee Roth). Geezer Butler também não durou muito (devido a problemas familiares) e deu lugar a Robert Trujillo.
Além da turnê, no final de 1996, Ozzy e Sharon Osbourne promoveram a primeira edição do Ozzfest, onde se apresentaram (entre outros): Sepultura, Slayer, Powerman 5000, Biohazard, Fear Factory e Cellophane. No ano seguinte (1997), o Ozzfest ganhou uma segunda edição com dois palcos, onde se apresentaram bandas das mais diversas vertentes do metal. No palco principal: Powerman 5000, Fear Factory, Type O Negative, Pantera, Ozzy Osbourne (Mike Bordin, Robert Trujillo e Joe Holmes), Black Sabbath (Ozzy Osbourne, Tony Iommi e Geezer Butler) e Marilyn Manson (que foi retirado de algumas apresentações devido à pressão das autoridades). No segundo palco, bandas mais undergrounds como: Drain S.T.H., Machine Head, Coal Chamber e Neurosis.
De volta ao estúdio, Ozzy gravou uma coletânea com seus grandes sucessos (The Ozzman Cometh: Greatest Hits, 1997), além de três músicas inéditas, sendo uma delas “Back on Earth” em parceria com Steve Vai. Não satisfeito, ele decidiu reunir os membros originais do Black Sabbath e gravar um álbum ao vivo, o Reunion (lançado em 1998) e ainda fazer um dueto com o rapper Busta Rhymes reeditando o clássico "Iron Man", que ganhou o nome de “This Means War!!” e faz parte da coletânea Extinction Level Event (The Final World Front). O Ozzfest continuou e, na edição de 1998, participaram Ozzy, Tool, Soulfly, Coal Chamber, Limp Bizkit, Sevendust, Motorhead, Incubus, Life of Agony, Snot, Ultraspank, entre outras bandas — pois o festival ganhou uma versão europeia. Em 1999, o Black Sabbath — que continuava em turnê —, ainda era a principal atração do Ozzfest, mas rumores afirmavam que aqueles seriam os últimos shows da banda. Paralelamente, Ozzy lançou bonecos e apetrechos temáticos, seguindo os passos de bandas como Kiss.

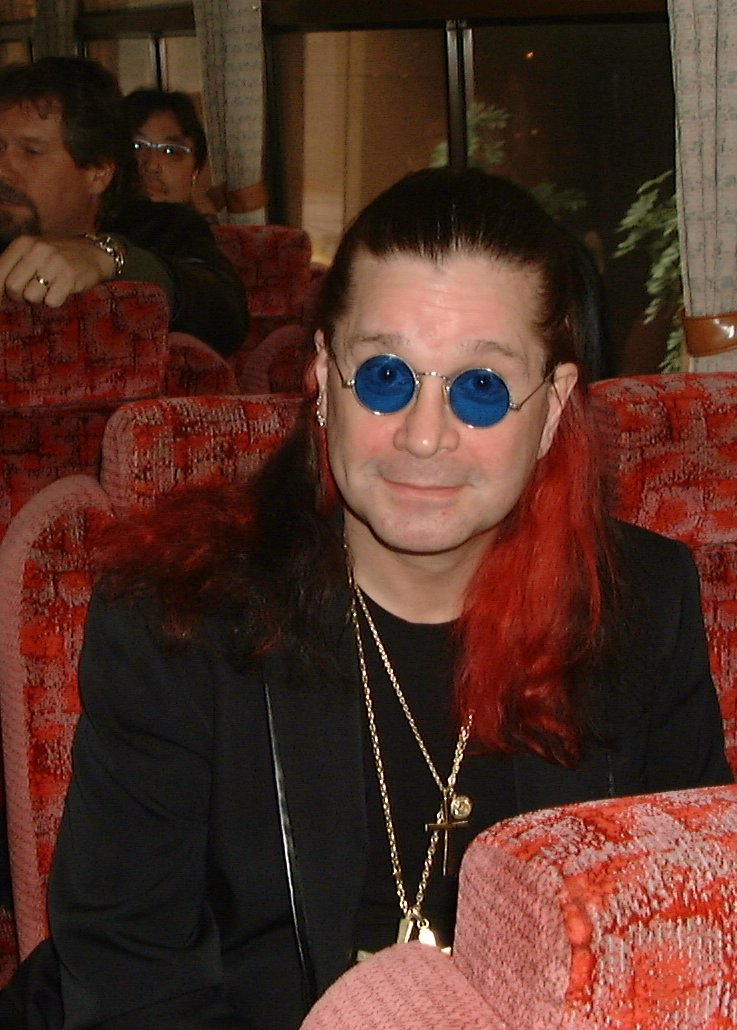
Ozzy em 2002

As 29 apresentações (em cidades diferentes) do Ozzfest 2000 foram um sucesso. Ozzy era a atração principal, seguido por ícones como Pantera, Godsmack, System of a Down, Methods of Mayhem e P.O.D.. Em 2001, surgiu a notícia que o Black Sabbath estava prestes a gravar um novo álbum em estúdio, sucessor do Never Say Die! de 1978, com produção de Rick Rubin. Infelizmente, a gravadora Epic cancelou os projetos de Ozzy até que ele terminasse seu novo trabalho solo. Para evitar problemas, os fãs foram "calados" pela coletânea dupla “Ozzfest: Second Stage Live” que incluía a maioria das bandas que participaram do festival em 2000, além de raridades do primeiro Ozzfest, em 1996. No final de 2001, Down to Earth foi lançado e pela décima quarta vez Ozzy recebeu o "disco de ouro" da R.I.A.A. por atingir 500 mil cópias vendidas. Em 2002, a MTV americana começou a apresentar The Osbournes — uma espécie de reality show gravado na casa de Ozzy, onde câmeras registraram seis meses de convivência familiar do roqueiro, sua esposa e filhos. Em 12 de abril, Ozzy recebeu uma estrela na calçada da fama em Hollywood, além de ser convidado para um jantar na Casa Branca, com o objetivo de promover seu trabalho de proteção aos animais.
No ano de 2007 foi lançado o álbum Black Rain, muito bem aceito pela crítica. A obra fez Osbourne ser eleito um dos maiores ícones da música.
Em 2008, Ozzy fez um show no Brasil, recebeu também o prêmio de lenda viva pelo Classic Rock Awards, na Inglaterra. No mesmo ano, Ozzy Osbourne gravou um comercial sobre World of Warcraft. O comercial mostra Ozzy Osbourne em frente ao Lich King decidindo quem é o príncipe das trevas.
Em 11 de novembro de 2011, o Black Sabbath anunciou, em seu site oficial, o retorno do vocalista para a banda. Entraram no estúdio em 2012, junto com uma turnê mundial.
No início de 2013, Ozzy lançou o single "God is Dead?". No mesmo ano, Osborne revelou que passou seis meses do ano anterior novamente viciado em drogas e analgésicos, quase destruiu seu casamento, mas que estava novamente "limpo", pedindo desculpas aos fãs por seu comportamento.
Juntamente com o Black Sabbath, fez três shows no Brasil em 2013 (Porto Alegre, Rio de Janeiro e São Paulo), com todos os ingressos vendidos.
Em setembro de 2014, Ozzy havia contado ao Metal Hammer que o Black Sabbath começaria a trabalhar em um novo álbum de estúdio no início de 2015 com o produtor Rick Rubin, e que iriam promovê-lo com uma turnê final. Contudo, um ano depois, o mesmo veio a confirmar que não gravariam outro álbum.
Em janeiro de 2016, Ozzy Osbourne ao lado do Black Sabbath lançou oficialmente o último trabalho da banda, o álbum The End, que veio acompanhado de uma turnê mundial.
No dia 4 de fevereiro de 2017, Osbourne retornou a sua carreira solo após o Black Sabbath realizar um show em Birmingham, cidade onde tudo começou.
Ozzy Osbourne se apresentou no show do intervalo do jogo de abertura da temporada regular da NFL em 2022, entre o Los Angeles Rams e o Buffalo Bills, no SoFi Stadium, nos Estados Unidos, como divulgação do seu disco Patient Number 9. Este foi considerado o 33º álbum de metal mais antecipado de 2022 pela Metal Hammer.
No fim de 2024, foi noticiado que Osbourne e Butler tinham a intenção de reunir a banda para uma apresentação ao vivo final do vocalista. Em fevereiro de 2025, foi anunciada a reunião da formação original para um concerto beneficente em Birmingham, em 5 de julho. Este foi seu último concerto, tanto junto ao Black Sabbath como em carreira solo.

## Vida pessoal

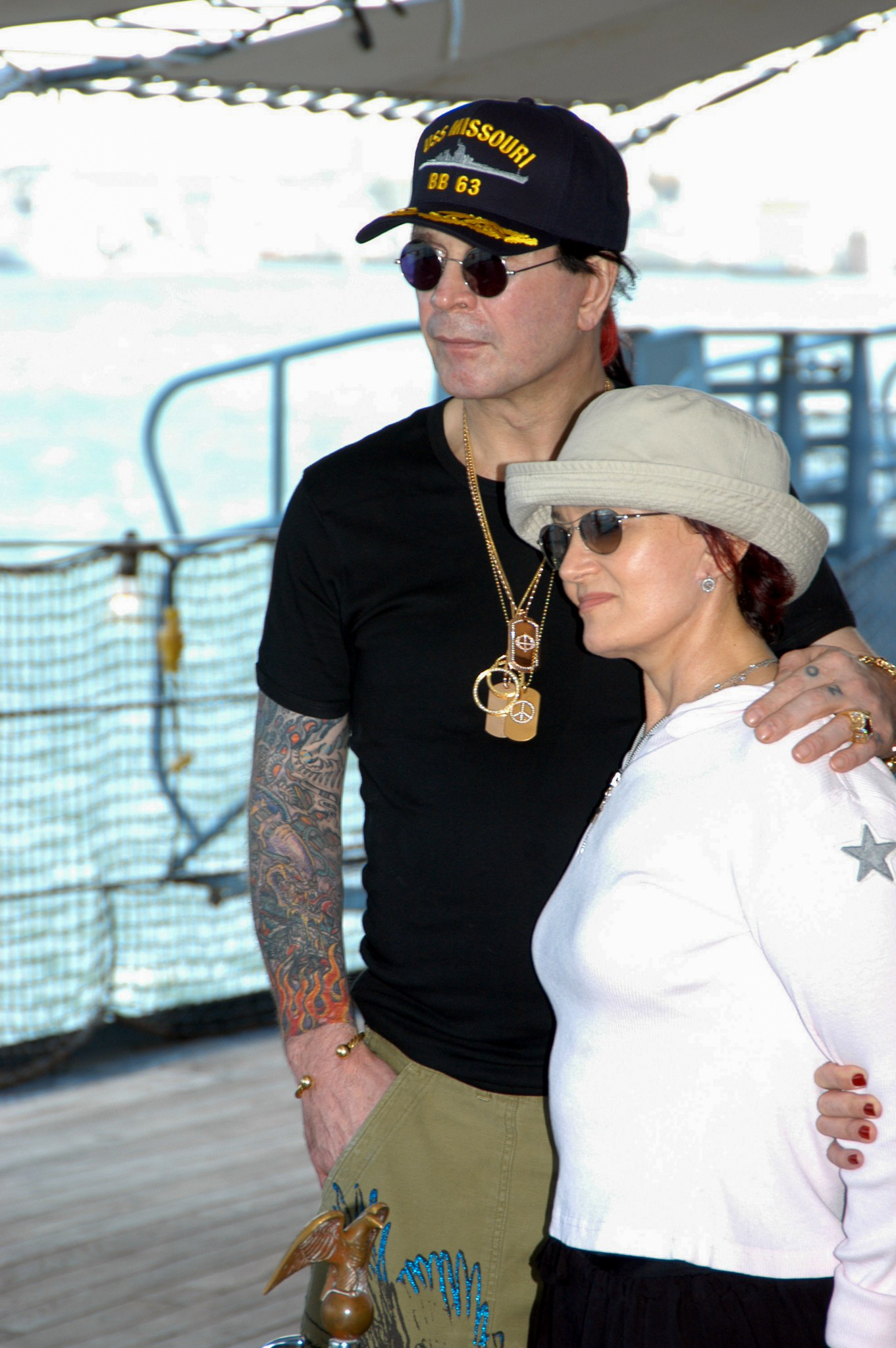
Ozzy com sua esposa, Sharon Osbourne

Ozzy Osbourne teve seis filhos. Em 1982, casou-se com sua empresária, Sharon Osbourne, com quem teve três filhos: Aimee, Kelly e Jack. Antes desse casamento, Ozzy foi casado com Thelma Riley, com quem teve dois filhos biológicos: Louis e Jessica Osbourne. Também criou Elliot Kingsley, filho de Thelma de um relacionamento anterior, que posteriormente foi adotado legalmente por Ozzy e Sharon.

## Problemas de saúde
Em dezembro de 2003, Ozzy Osbourne sofreu um grave acidente de quadriciclo em sua propriedade rural em Buckinghamshire, na Inglaterra, onde fraturou várias costelas e uma vértebra do pescoço. Ele precisou ser hospitalizado e respirar com a ajuda de aparelhos, passando por uma cirurgia de emergência. Houve relatos de que ele chegou a ficar sem respirar por um tempo, mas foi reanimado por um segurança. O acidente também agravou lesões anteriores, incluindo uma queda em casa que deslocou pinos e hastes de metal colocados em sua coluna após o acidente com o quadriciclo. Os médicos previam que o artista teria sequelas duradouras e poderia até ficar paraplégico, mas após cirurgias e um tempo recuperação, ele pôde voltar aos palcos.
Em outubro de 2018, o estado de saúde de Ozzy se complica após ele contrair duas infecções na mão, e acabou sendo internado e obrigado a adiar o restante de uma turnê que estava fazendo chamada de "No More Tours 2", que inclusive passou pelo Brasil.
Em fevereiro de 2019, Ozzy Osbourne acabou tendo que ser levado para a UTI, após ser constatado de que ele havia contraído bronquite, que caso evoluísse para pneumonia poderia ser fatal para Osbourne que havia acabado de completar 70 anos. Frustrado, Osbourne teve que novamente adiar sua turnê "No More Tours 2", que iria passar na Europa e contava com a participação da banda Judas Priest. Depois do ocorrido, Osbourne foi liberado da UTI no dia 12 de fevereiro de 2019, após conseguir se recuperar da pneumonia e foi levado para casa para poder se recuperar. Sua esposa, Sharon Osbourne, disse que ele estava ótimo e que já estava respirando sem a necessidade do uso de aparelhos. Outro artista que se pronunciou foi Rob Halford, vocalista do Judas Priest, que disse o seguinte: “Nós estamos passando por isso com Glenn Tipton (guitarrista do Judas Priest). Ele enfrenta uma grande batalha contra a doença de Parkinson e é um exemplo maravilhoso. Ele se junta a nós quando pode. Ainda é um membro ativo e integral do Judas Priest. Se não for capaz de fazer o Download (festival na Austrália), estará conosco em espírito, nas músicas que escreveu”, disse o vocalista.
Ainda no mesmo ano, enquanto se recuperava da pneumonia, Ozzy teve uma lesão no pescoço ao cair da cama em casa, agravando os problemas de sua mobilidade já afetada desde seu acidente de quadriciculo, em 2003. Teve que passar por outra cirurgia e colocou hastes de aço na coluna. Durante sua recuperação, foi diagnosticado com mal de Parkinson, o que só viria ao público em uma declaração no programa Good Morning America, da emissora ABC, em 21 de janeiro de 2020. Sobre o assunto, Sharon disse: "É PRKN2. Há tantos tipos diferentes de Parkison. Não é uma sentença de morte, mas afeta certos nervos do corpo".
Ao longo dos anos, sua locomoção foi comprometida pela doença e pelas diversas lesões no pescoço e colunas. Nos últimos anos, ele foi visto utilizando bengala, andador e cadeira de rodas para se locomover. Por fim, mal conseguia mais ficar de pé e passou boa parte do fim da vida na cama. Debilitado, o artista se viu diante de um crescente quadro de depressão e começou a tomar antidepressivos. "Cheguei a um patamar mais baixo do que eu queria. Nada me parecia realmente bom. Nada. Então, comecei a tomar antidepressivos. Você aprende a aproveitar o momento, porque não sabe [o que vai acontecer]. Você não sabe quando vai acordar e não vai conseguir sair da cama.", disse o artista.

## Última apresentação ao vivo
A última apresentação ao vivo de Ozzy Osbourne e da formação original da Black Sabbath (Osbourne, Tony Iommi, Geezer Butler e Bill Ward), intitulada "Back to the Beginning", aconteceu em 5 de julho de 2025, no Villa Park, estádio do time de futebol Aston Villa em Birmingham, na Inglaterra. O concerto acabou se tornando um verdadeiro festival, com 13 bandas, três músicos solo e três supergrupos: Black Sabbath, Ozzy Osbourne, Metallica, Guns N' Roses, Slayer, Tool, Pantera, drum-off (com Travis Barker, Carey, Chad Smith), Gojira, Alice in Chains, Jack Black, Supergrupo A (Nuno Bettencourt, Mike Bordin, David Ellefson, Lzzy Hale, Jake E. Lee, Adam Wakeman, David Draiman, Scott Ian, Frank Bello, Yungblud), Supergrupo B (Danny Carey, Billy Corgan, K. K. Downing, Adam Jones, Tom Morello, Rudy Sarzo, Sammy Hagar, Vernon Reid, Smith, Wakeman, Bettencourt, Barker, Tobias Forge, Steven Tyler, Andrew Watt, Ronnie Wood), Lamb of God, Halestorm, Anthrax, Rival Sons e Mastodon.
Ozzy cantou sucessos de sua carreira solo ("I Don't Know", "Mr. Crowley", "Suicide Solution", "Mama, I'm Coming Home" e "Crazy Train") e do Black Sabbath ("War Pigs", "N.I.B.", "Iron Man" e "Paranoid") sentado num trono, já que não conseguia mais ficar de pé em seu estado avançado da doença de Parkinson. 140 milhões de euros foram arrecadados pelo evento para caridade, que serão foram igualmente entre o Hospital Infatil de Birmingham e as fundações britânicas Acorns Children's Hospice e Cure Parkinson's Trust.

## Morte
Osbourne morreu em 22 de julho de 2025, aos 76 anos. Em um comunicado, sua família declarou: "É com mais tristeza do que palavras podem expressar que temos que informar que nosso querido Ozzy Osbourne faleceu esta manhã. Ele estava com sua família e cercado de amor. Pedimos a todos que respeitem a privacidade da nossa família neste momento." A causa da morte ainda não foi divulgada.

## Discografia
| Álbuns de estúdio - Blizzard of Ozz (1980) - Diary of a Madman (1981) - Bark at The Moon (1983) - The Ultimate Sin (1986) - No Rest for the Wicked (1988) - No More tears (1991) - Ozzmosis (1995) - Down to Earth (2001) - Under Cover (2005) - Black Rain (2007) - Scream (2010) - Ordinary Man (2020) - Patient Number 9 (2022) Álbuns ao vivo - Speak of the Devil (1982) - Tribute (1987) - Just Say Ozzy (1990) - Live & Loud (1993) - Live at Budokan (2002) Compilações - Best of Ozz (1989) - Ten Commandments (1990) - The Ozzman Cometh (1997) - The Essential Ozzy Osbourne (2003) - Prince of Darkness (Bible Of Ozz) (2005) - Under Cover (2005) | - Black Sabbath (1970) - Paranoid (1970) - Master of Reality (1971) - Vol.4 (1972) - Sabbath Bloody Sabbath (1973) - Sabotage (1975) - Technical Ecstasy (1976) - Never Say Die! (1978) - 13 (2013) - The End (2016) Álbuns ao vivo - Reunion (1998) - Past Lives (2002) - Live... Gathered in Their Masses (2013) EP - The End (2016) Coletâneas - We Sold Our Soul for Rock 'n' Roll (1975) - The Original Black Sabbath 1970–1978 (2002) - The Complete Original Black Sabbath 1970–1978 (2004) - Greatest Hits 1970-1978 (2006) - Greatest Hits (2009) |

## Premiações e indicações
- 1994 – Grammy Awards - Best Metal Performance por "I Don't Want to Change the World"[58]
- 1995 – Monsters do Rock
- 2001 – MTV Movie Award - Best Cameo in a Movie em Little Nicky (2000) - indicação[58]
- 2002 – Teen Choice Award - category TV - Choice Personality [58]
- 2002 – Teen Choice Award - category TV - Choice Personality [58]
- 2002 – PRISM Award - category Music Recording por "Junkie" [58]
- 2004 – NME Award NME Godlike Genius Award [58]
- 2006 – Imortal do Rock
- 2007 – Icone da musica em Londres
- 2007 – Scream da música
- 2008 – Classic Rock Roll Of Honour
- 2008 – Lenda viva do Rock
- 2008 – Grammy Awards - Best Hard Rock Performance por "I Don't Wanna Stop" - indicação[58]
- 2009 – Legend Of Live (Lenda dos shows ao vivo)
- 2010 – MTV Europe Music Award - Best Rock - indicação[58]
- 2011 – Kerrang! Legend Award [58]
- 2011 – MTV Europe Music Award - Best World Stage - indicação[58]
- 2011 – Grammy Awards - Best Hard Rock Performance por "Let Me Hear You Scream" - indicação[58]
- 2012 – Ozzy
- 2012 – The largest star of rock of the world
- 2014 – MTV EMA Awards